# Helge Jonsson
Helge Vilhelm Emanuel Jonsson, född 30 januari 1912 i Göteborgs Carl Johans församling, död 31 mars 1992 i Valla församling, var en svensk fotbollsspelare (högerytter).
Jonsson representerade IFK Göteborg i Allsvenskan 1931/1932–1937/1938. Sammanlagt gjorde han 75 allsvenska matcher (31 mål) för klubben, och blev svensk mästare med IFK 1934/1935.
År 1934 spelade Jonsson en A-landskamp (inget mål) för Sverige.